# Božič s Slovenskim oktetom
Božič s Slovenskim oktetom je studijski album Slovenskega okteta iz leta 2012. Na zgoščenki so priredbe slovenskih božičnih napevov, ki so bile posnete v cerkvi sv. Marije Magdalene v Sodražici.

## Seznam pesmi
| Št.             | Naslov                                            | Besedilo          | Glasba          | Priredba        | Dolžina |
| --------------- | ------------------------------------------------- | ----------------- | --------------- | --------------- | ------- |
| 1.              | „Glej, zvezdice božje‟                            | A. Praprotnik     | L. Belar        | M. Tomc         | 2:11    |
| 2.              | „Z višav nebeških sem poslan‟                     | R. Silvester      | A. Vavken       | J. Močnik       | 5:13    |
| 3.              | „Poglejte, čudo se godi‟                          | B. Potočnik       | G. Rihar        |                 | 3:31    |
| 4.              | „Božji nam je rojen sin‟                          |                   | I. Zupan        | M. Tomc         | 2:54    |
| 5.              | „Zveličar preljubi je prišel nocoj‟               | A. Praprotnik     | A. Vavken       | J. Močnik       | 3:23    |
| 6.              | „Zveličar dans se je rodil‟                       | A. Namre          | A. Vavken       | J. Močnik       | 3:34    |
| 7.              | „Prisvetil je veseli dan‟                         | B. Potočnik       | G. Rihar        | J. Vidic        | 4:55    |
| 8.              | „Slava Bogu‟                                      | J. Bedenek        | A. Vavken       |                 | 2:32    |
| 9.              | „Rajske strune, zadonite‟                         | J. Levičnik       | V. Štolcer      | M. Tomc         | 4:31    |
| 10.             | „Zveličar nam je rojen zdaj‟                      | B. Potočnik       | G. Rihar        | M. Tomc         | 5:25    |
| 11.             | „Pastirci, kam hitite‟                            | F. Krek           | A. Vavken       | J. Močnik       | 2:45    |
| 12.             | „Kaj se vam zdi, pastirci vi‟ (slovenska ljudska) |                   |                 | M. Tomc         | 2:47    |
| 13.             | „Noč božična‟                                     | E. Kremžar        | H. Sattner      |                 | 3:20    |
| 14.             | „Raduj, človek moj‟                               | R. Silvester      | L. Cvek         | M. Tomc         | 3:50    |
| 15.             | „Sveta noč‟                                       | J. Mohr, J. Aljaž | F. X. Gruber    | J. Vidic        | 4:22    |
| Skupna dolžina: | Skupna dolžina:                                   | Skupna dolžina:   | Skupna dolžina: | Skupna dolžina: | 55:12   |

## Sodelujoči
- Snemanje, montaža in mastering: Silvester Žnidaršič
- Glasbeni producent: Boris Rener
- Oblikovanje: Matej Zupančič
- Fotografije: Janez Kotar
- Lektoriranje: Monika Vrabec
- Založil: Kulturno društvo Slovenski oktet